# Auston Matthews
Auston Taylour Matthews (* 17. September 1997 in San Ramon, Kalifornien) ist ein US-amerikanisch-mexikanischer Eishockeyspieler, der seit Juli 2016 bei den Toronto Maple Leafs in der National Hockey League (NHL) unter Vertrag steht und diese seit August 2024 als Kapitän anführt. Der Center wurde als First Overall Draft Pick im NHL Entry Draft 2016 von den Maple Leafs ausgewählt und erhielt nach seiner ersten NHL-Saison die Calder Memorial Trophy als bester Rookie der Liga. Dieser folgte am Ende der Spielzeit 2020/21 die Maurice Richard Trophy als bester Torschütze der NHL, die er im Folgejahr verteidigte und dabei auch mit der Hart Memorial Trophy sowie dem Ted Lindsay Award als MVP der Liga geehrt wurde. 2024 gewann er die Maurice Richard Trophy zum dritten Mal.

## Karriere

### Jugend
Auston Matthews wurde als Sohn einer Mexikanerin und eines US-Amerikaners in San Ramon in der San Francisco Bay Area geboren, zog mit seiner Familie jedoch bereits zwei Monate nach seiner Geburt nach Scottsdale, Arizona und wuchs dort auf. Aufgrund dessen hat er neben der US-amerikanischen auch die mexikanische Staatsbürgerschaft. Als Kind besuchte er die Spiele der Phoenix Coyotes, die erst ein Jahr vor seiner Geburt aus Winnipeg nach Arizona verlegt wurden, ehe er im Alter von sechs Jahren selbst mit dem Eishockeyspielen begann. In seiner Jugend durchlief er die Nachwuchsabteilungen der Arizona Bobcats, ehe er mit Beginn der Saison 2013/14 ins USA Hockey National Team Development Program (NTDP), die zentrale Talenteschmiede der Vereinigten Staaten, aufgenommen wurde. Fortan war der Angreifer Bestandteil der U17- bzw. U18-Nationalmannschaften der USA und nahm am Spielbetrieb der United States Hockey League (USHL) teil.
Bereits bei der World U-17 Hockey Challenge 2014 gewann er mit dem Team die Bronzemedaille, ehe er wenig später mit der U18 Weltmeister wurde. Diesen Erfolg wiederholte die Mannschaft im Jahr darauf, wobei Matthews mit acht Toren und sieben Vorlagen herausragte und in der Folge als wertvollster Spieler und bester Angreifer der WM ausgezeichnet wurde. Außerdem nahm er bereits im Alter von 17 an der U20-Weltmeisterschaft 2015 teil, wo die Mannschaft den 5. Platz belegte. Darüber hinaus erzielte er in seinem zweiten und letzten Jahr im NTDP wettbewerbsübergreifend 55 Tore und insgesamt 117 Scorerpunkte und stellte damit einen seit 2006 von Patrick Kane gehaltenen Rekord (52 Tore, 102 Punkte) ein. Zudem spielte er ein Vorbereitungsspiel mit der A-Nationalmannschaft seines Heimatlandes für die WM 2015, wodurch er zum ersten Spieler im Dress der USA wurde, der für die Nationalmannschaft spielt, bevor er für den NHL Entry Draft verfügbar wird.

### ZSC Lions

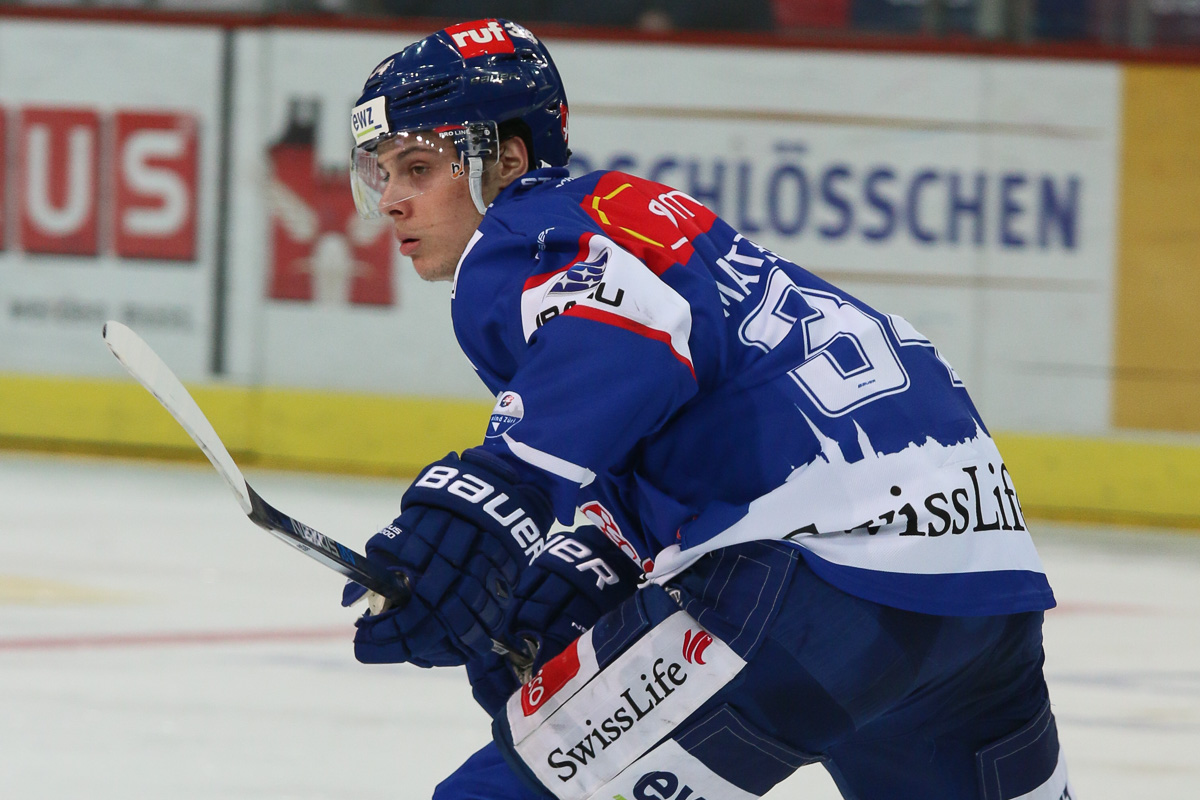
Auston Matthews im Trikot der ZSC Lions

Matthews war zwei Tage zu jung für den NHL Entry Draft 2015, in dem er Scouts zufolge vermutlich mit einem der ersten drei Wahlrechte gedraftet worden wäre. Insofern hatte er ein Jahr zu „überbrücken“, wobei er sich gegen kanadisches Junioren- bzw. US-amerikanisches College-Eishockey entschied und stattdessen in die Schweizer National League A (NLA) zu den ZSC Lions wechselte. Dadurch sammelt er mit Beginn der Saison 2015/16 bereits erste Erfahrungen im Profi-Bereich und trifft auf deutlich ältere Gegenspieler. Zudem wurde er durch seinen Wechsel zum jüngsten NLA-Ausländer aller Zeiten. In seinen ersten 14 Ligaspielen in der Schweiz gelangen ihm zehn Tore und sechs Vorlagen. Über den Jahreswechsel 2015/16 nahm er erneut an der U20-Weltmeisterschaft teil und gewann mit dem Team USA die Bronzemedaille, während er selbst ins All-Star Team gewählt und gemeinsam mit dem Finnen Patrik Laine bester Torschütze (7) des Turniers wurde. Wenige Wochen später gewann er mit den Lions den Swiss Ice Hockey Cup. Die reguläre Saison der NLA beendete Matthews mit 46 Punkten aus 36 Spielen und wurde von der Schweizer Presse zum „Aufsteiger des Jahres“ sowie ins All-Star Team der NLA gewählt. Außerdem erreichte er den zweiten Platz in der Wahl zum wertvollsten Spieler, indem er von Trainern und Mannschaftskapitänen sechs und somit zwei Stimmen weniger als der Sieger Pierre-Marc Bouchard erhielt. Nach der Saison nahm er mit dem Team USA an der Weltmeisterschaft 2016 teil und führte die Mannschaft, die den vierten Platz erreichte, in Toren (6) und Scorerpunkten (9; gemeinsam mit Dylan Larkin) an.

### Toronto Maple Leafs

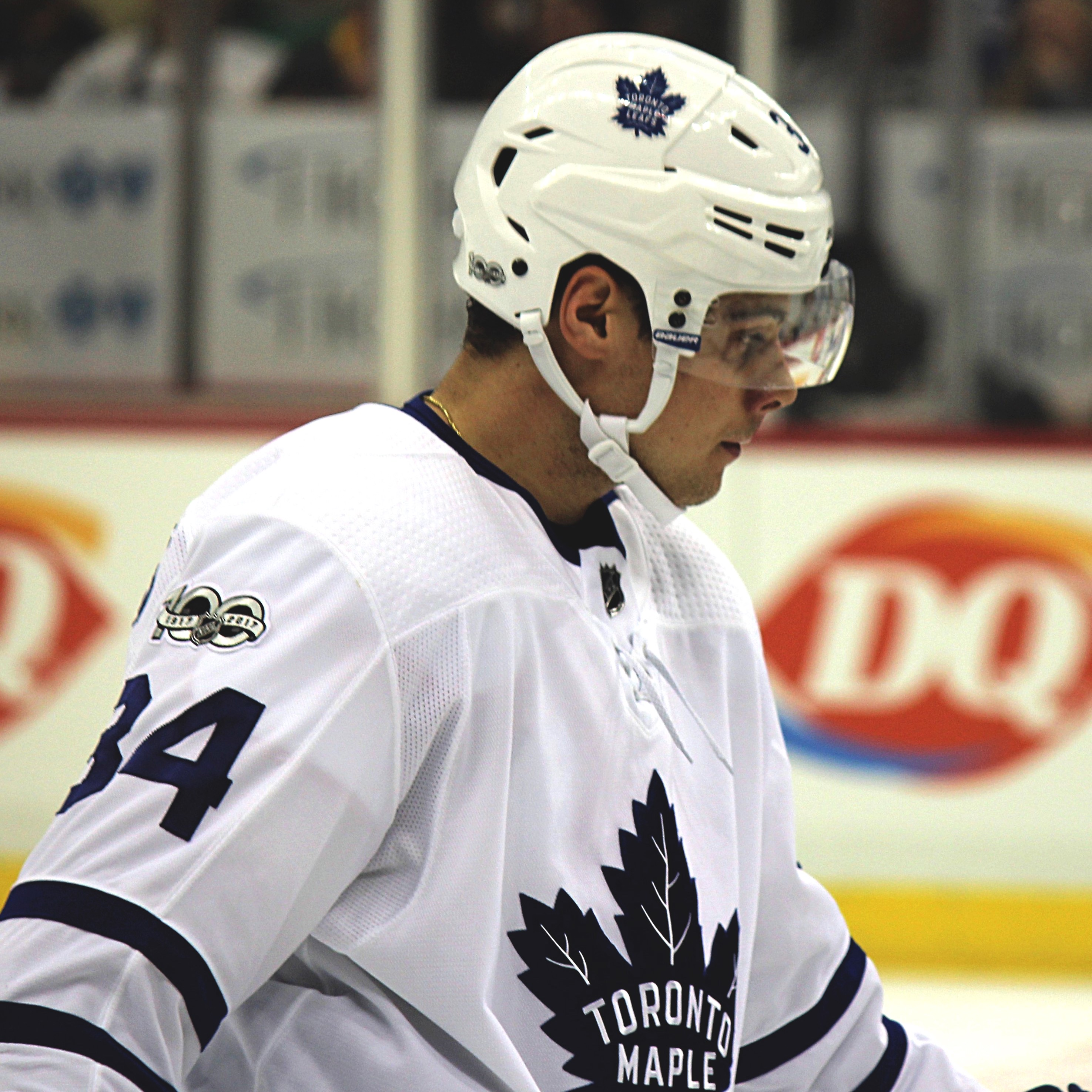
Matthews im Trikot der Maple Leafs (2017)

Matthews gilt als eines der herausragenden Talente im Welteishockey und wurde bereits im Vorfeld des NHL Entry Draft 2016 als möglicher First Overall Draft Pick gehandelt. Beim Draft wählten ihn dann auch die Toronto Maple Leafs an erster Gesamtposition aus. Damit ist er einer von sehr wenigen Spielern aus Arizona, die es in die NHL schaffen (Saison 2015/16 nur Sean Couturier, der allerdings in Kanada aufwuchs), sowie der erste Gesamterste im NHL Entry Draft, der nicht den klassischen Eishockey-Märkten in Nordamerika und Europa entstammt.
Am 21. Juli 2016 unterzeichnete er einen Einstiegsvertrag mit einer Laufzeit von drei Jahren bei den Maple Leafs. Vor Beginn der Saison 2016/17 nahm er allerdings mit dem Team Nordamerika, einer Auswahl aus U23-Spielern Kanadas und der USA, am World Cup of Hockey 2016 teil. Am 12. Oktober 2016 debütierte Matthews für die Toronto Maple Leafs in der NHL und erzielte dabei mit seinen ersten drei Schüssen direkt einen Hattrick. Insgesamt markierte der Angreifer bei der 4:5-Overtime-Niederlage gegen die Ottawa Senators alle Treffer seiner Mannschaft und ist somit der erste Spieler der Liga-Geschichte, dem als Debütant vier Tore gelangen. Im Dezember 2016 wurde Matthews als NHL-Rookie des Monats ausgezeichnet und nahm im Januar 2017 am NHL All-Star Game teil. Insgesamt kam der Center in seiner ersten NHL-Saison auf 40 Tore und 29 Vorlagen, sodass er einen neuen Franchise-Rekord für Scorerpunkte eines Rookies aufstellte (zuvor Peter Ihnačák; 66 Punkte; 1982/83). Zugleich wurde er zum ersten US-amerikanischen Liganeuling und zum fünften überhaupt, der die Marke von 40 Toren erreichte. Matthews platzierte sich zudem auf Rang eins der Rookie-Scorerliste dieser Spielzeit und war dabei Teil eines historischen Jahrganges der Maple Leafs, die mit William Nylander (3) und Mitchell Marner (4) erstmals drei Spieler unter den besten vier Rookies einer Saison aus einer Mannschaft stellten. In der Folge wurde Matthews mit der Calder Memorial Trophy als bester Liganeuling der Saison geehrt und parallel dazu ins NHL All-Rookie Team gewählt.
In der Spielzeit 2017/18 bestätigte der US-Amerikaner seine Leistung aus dem Vorjahr, wobei er jedoch 20 Spiele verletzungsbedingt verpasste. Im Februar 2019 unterzeichnete er einen neuen Fünfjahresvertrag in Toronto, der ihm mit Beginn der Saison 2019/20 ein durchschnittliches Jahresgehalt von ca. 11,6 Millionen US-Dollar einbringen soll. Bei Inkrafttreten machte ihn dieser nach Connor McDavid und Artemi Panarin zum drittbestbezahlten Spieler der NHL. In der Saison 2020/21 führte Matthews die Torschützenliste der Liga mit 41 Treffern an und errang somit die Maurice Richard Trophy. Zudem berücksichtigte man ihn im NHL Second All-Star Team.
In der Saison 2021/22 erreichte er erstmals seit 10 Jahren (Steven Stamkos, 2011/12) wieder die Marke von 60 Toren, womit er die Maurice Richard Trophy verteidigte. Er erzielte letztlich genau 60 Tore in 73 Spielen, sodass er einen Schnitt von 0,82 Treffern pro Spiel verzeichnete, den zuletzt Mario Lemieux in der Spielzeit 1995/96 mit 0,99 Toren pro Partie erreicht hatte. Darüber hinaus traf Matthews während der Saison in einem Zeitraum von 50 Partien 51 Mal, sodass ihm zumindest inoffiziell (weil nicht vom Anfang der Saison an) die 50 Tore in 50 Spielen gelangen. Außerdem stellte er mit seinen 60 Treffern einen neuen Franchise-Rekord bei den Leafs auf, den zuvor Rick Vaive (54 Tore; 1981/82) innehatte. Letztlich stellten seine insgesamt 106 Scorerpunkte auch seinen bisherigen Karriere-Bestwert dar. In Anbetracht dieser Leistungen zeichnete man ihn am Saisonende mit der Hart Memorial Trophy sowie dem Ted Lindsay Award als MVP der Liga aus und wählte ihn zudem ins NHL First All-Star Team. Der US-Amerikaner war damit der erste Hart-Memorial-Trophy-Sieger der Maple Leafs seit 1955 (Theodore Kennedy).
Im August 2023 unterzeichnete Matthews einen neuen, mit 53 Millionen US-Dollar dotierten Vierjahresvertrag in Toronto. Mit Beginn der Saison 2024/25 würde ihn dieser zum Zeitpunkt der Unterzeichnung mit einem Jahresgehalt von 13,25 Millionen US-Dollar zum bestbezahlten Spieler der Liga machen. Vorerst gewann er jedoch nach 69 Treffern in der Spielzeit 2023/24, einem erneuten Karriere-Bestwert und Verbesserung des eigenen Franchise-Rekords, seine dritte Maurice Richard Trophy. Diese Marke wurde abermals zuletzt von Lemieux in der Saison 1995/96 erreicht. Zudem war er erstmals als einer von drei Finalisten für die Frank J. Selke Trophy als bester defensiver Angreifer der Liga nominiert, die jedoch Aleksander Barkov gewann. Mit den Maple Leafs gelang es ihm anschließend erneut nicht, über die erste Runde der Playoffs hinauszukommen.
Im August 2024 übernahm Matthews das Amt des Mannschaftskapitäns von John Tavares und wurde somit zum 26. Spielführer in der Geschichte der Maple Leafs.

## Erfolge und Auszeichnungen
| - 2016 Schweizer Cupsieger mit den ZSC Lions - 2016 „Aufsteiger des Jahres“ der National League A - 2016 NLA All-Star Team - 2016 NHL-Rookie des Monats Dezember - 2017 Teilnahme am NHL All-Star Game - 2017 Calder Memorial Trophy - 2017 NHL All-Rookie Team - 2018 Teilnahme am NHL All-Star Game - 2019 Teilnahme am NHL All-Star Game - 2020 Teilnahme am NHL All-Star Game (verletzungsbedingte Absage) - 2021 NHL-Spieler des Monats Februar der North Division - 2021 NHL-Spieler des Monats April der North Division | - 2021 Maurice Richard Trophy - 2021 NHL Second All-Star Team - 2021 NHL-Spieler des Monats Dezember - 2022 Teilnahme am NHL All-Star Game - 2022 Maurice Richard Trophy - 2022 Hart Memorial Trophy - 2022 Ted Lindsay Award - 2022 NHL First All-Star Team - 2023 Teilnahme am NHL All-Star Game - 2024 Teilnahme am NHL All-Star Game und Auszeichnung als MVP - 2024 NHL-Spieler des Monats Februar - 2024 Maurice Richard Trophy |

### International
| - 2014 Bronzemedaille bei der World U-17 Hockey Challenge 2014 - 2014 Goldmedaille bei der U18-Junioren-Weltmeisterschaft - 2015 Goldmedaille bei der U18-Junioren-Weltmeisterschaft - 2015 Wertvollster Spieler der U18-Junioren-Weltmeisterschaft - 2015 Bester Stürmer der U18-Junioren-Weltmeisterschaft | - 2015 Topscorer der U18-Junioren-Weltmeisterschaft - 2015 Bester Torschütze der U18-Junioren-Weltmeisterschaft - 2016 Bronzemedaille bei der U20-Junioren-Weltmeisterschaft - 2016 Bester Torschütze der U20-Junioren-Weltmeisterschaft (gemeinsam mit Patrik Laine) - 2016 All-Star-Team der U20-Junioren-Weltmeisterschaft |

## Karrierestatistik

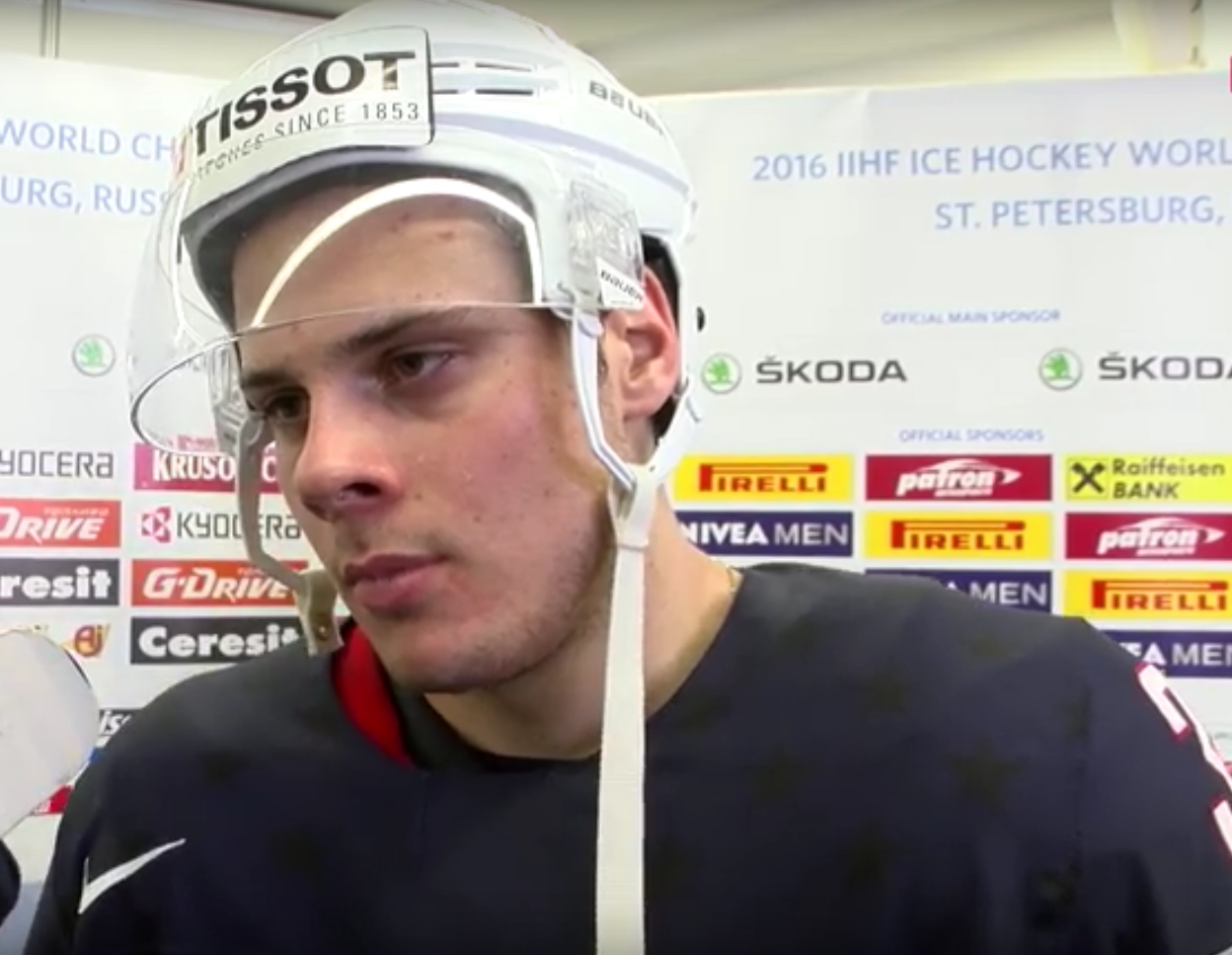
Auston Matthews (2016)

Stand: Ende der Saison 2024/25

### International
| Vertrat die USA bei: - World U-17 Hockey Challenge 2014 - U18-Junioren-Weltmeisterschaft 2014 - U20-Junioren-Weltmeisterschaft 2015 - U18-Junioren-Weltmeisterschaft 2015 | - U20-Junioren-Weltmeisterschaft 2016 - Weltmeisterschaft 2016 - 4 Nations Face-Off 2025 | Vertrat Team Nordamerika bei: - World Cup of Hockey 2016 |

(Legende zur Spielerstatistik: Sp oder GP = absolvierte Spiele; T oder G = erzielte Tore; V oder A = erzielte Assists; Pkt oder Pts = erzielte Scorerpunkte; SM oder PIM = erhaltene Strafminuten; +/− = Plus/Minus-Bilanz; PP = erzielte Überzahltore; SH = erzielte Unterzahltore; GW = erzielte Siegtore; 1 Play-downs/Relegation; Kursiv: Statistik nicht vollständig)